# 杜光佳
杜光佳，OBE（1900年7月19日—1972年8月27日），越南政治家，越南國時期河內市長，越南共和國參議員。

## 生平
1900年7月19日，杜光佳出生於河內。
杜光佳早年先後擔任法國殖民政府公務員和阮朝官員。
1952年至1954年間任河內市長。
1967年9月，當選越南共和國參議員。
1972年8月27日，杜光佳逝世，享壽七十二歲。

## 著作
- 與人合著《法國文學十世紀》（Mười thế kỷ văn chương Pháp）一書

## 榮譽
- 第五等大南龍星
- 法國榮譽軍團勳章騎士勳位
- O.B.E.